# Pablen

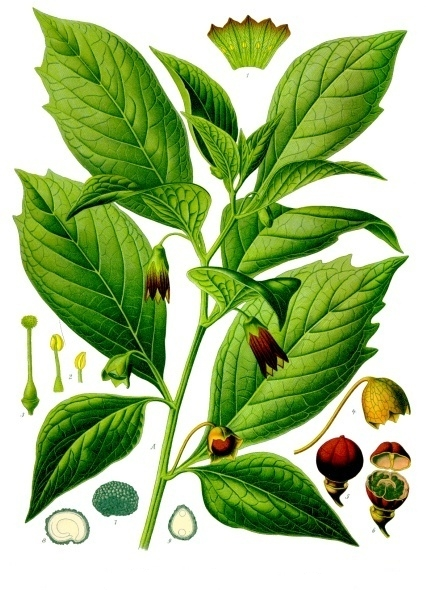
Ilustrace pablenu kraňského z roku 1897

Pablen (Scopolia) je rod rostlin z čeledi lilkovité. Jsou to vytrvalé byliny s jednoduchými střídavými listy a zvonkovitě trubkovitými květy. Plodem je tobolka. Rod zahrnuje 4 druhy a je rozšířen ve východních oblastech Evropy, na Kavkaze a ve východní Asii. Jediným evropským druhem je pablen kraňský, který vzácně zplaňuje i v České republice. Na Slovensku je původní.
Pableny jsou jedovaté rostliny, obsahující zejména tropanové alkaloidy. Pablen kraňský je pěstován jako okrasná trvalka a jeho oddenek je farmaceutickým zdrojem atropinu a skopolaminu.

## Popis
Pableny jsou vytrvalé byliny s přímou lodyhou a podzemním dužnatým oddenkem. Listy jsou jednoduché, střídavé, celistvé a většinou celokrajné. Květy jsou stopkaté a většinou nicí, vyrůstající jednotlivě v paždí listenů. Kalich je zvonkovitý a zakončený krátkými cípy, které se za plodu zvětšují. Koruna je hnědofialová nebo zelenavě žlutá, trubkovitě zvonkovitá, zakončená tupými cípy. Tyčinek je pět a jsou přirostlé k bázi korunní trubky. Semeník je srostlý ze dvou plodolistů, čnělka je zakončena hlavatou bliznou. Plodem je kulovitá tobolka otevírající se víčkem. Obsahuje mnoho drobných, bradavčitých semen.

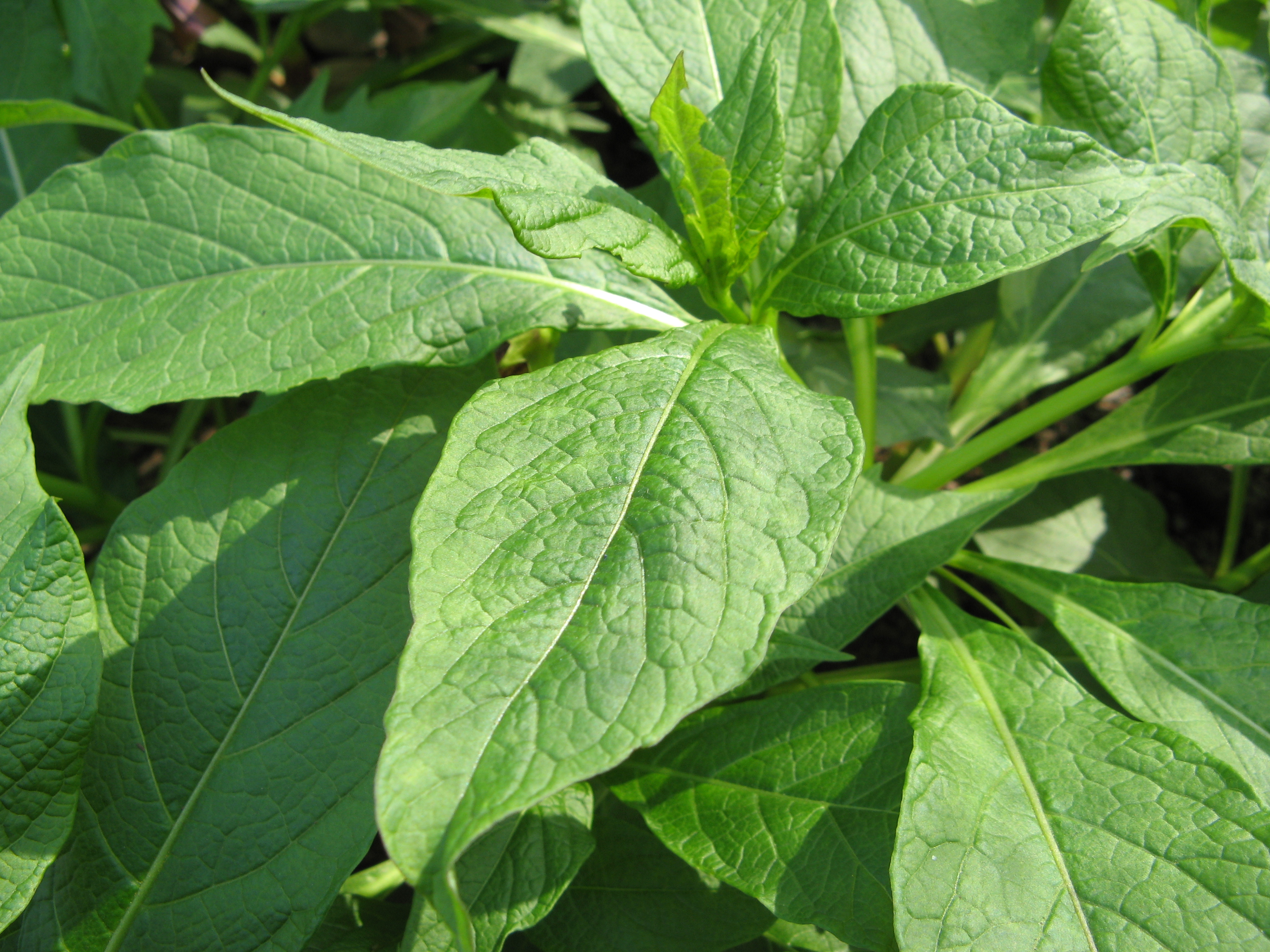
Olistění pablenu Scopolia japonica
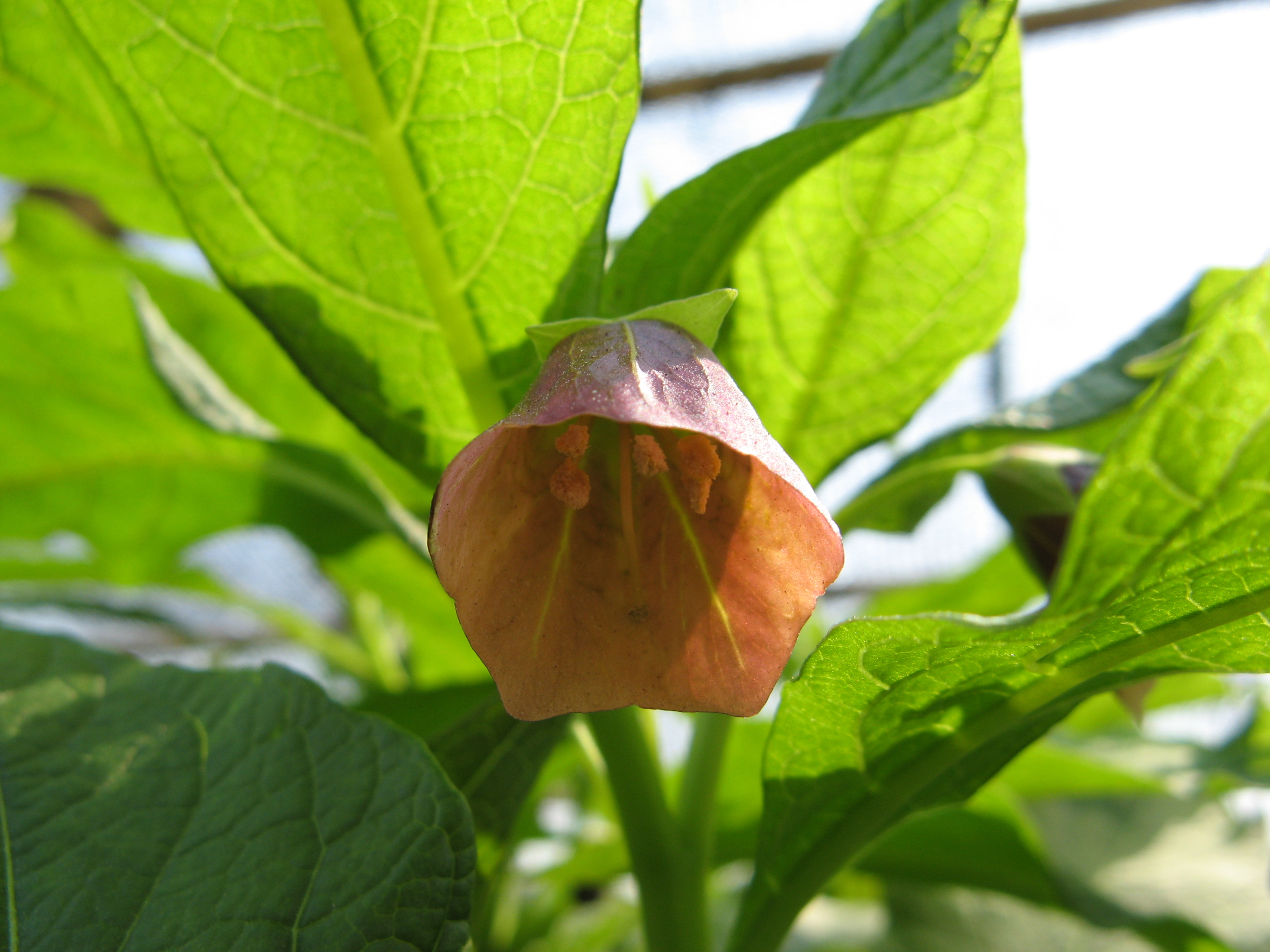
Květ pablenu Scopolia japonica
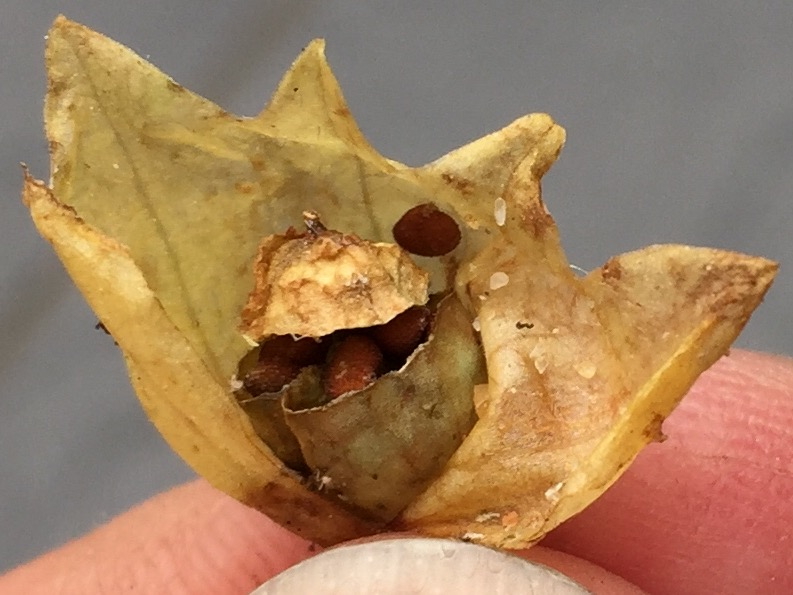
Puklá tobolka pablenu kraňského

## Rozšíření
Rod pablen zahrnuje 4 druhy. Pablen kraňský (Scopolia carniolica) se vyskytuje mezerovitě ve střední, východní a jihovýchodní Evropě. Na řadě míst představuje třetihorní relikt. Scopolia caucasica je endemit Kavkazu. Zbývající dva druhy jsou východoasijské. Scopolia japonica se vyskytuje v Japonsku a Koreji, Scopolia lutea pouze v jižní Koreji. Někdy je rod pablen uváděn i z Himálaje, himálajský druh Scopolia lurida (syn. S. anomala) byl ale přeřazen do rodu Anisodus.
Pablen kraňský není v České republice původním druhem, je však pěstován jako okrasná rostlina a vzácně zplaňuje. V rámci svého přirozeného areálu roste v podrostu listnatých a smíšených lesů, suťových lesů a ve stinných roklích. Slovenskem prochází západní hranice přirozeného areálu tohoto druhu.

## Obsahové látky
Pableny jsou jedovaté rostliny. Hlavními účinnými látkami jsou tropanové alkaloidy. V pablenu kraňském byl zjištěn atropin, hyoscyamin, skopolamin, tigloyltropan a tropan. Celkový obsah alkaloidů v oddenku je asi 0,9 %. Pablen Scopolia japonica obsahuje hyoscyamin a norhyoscyamin.

## Taxonomie
Rod Scopolia je v rámci čeledi Solanaceae řazen do podčeledi Solanoideae a tribu Hyoscyameae. Mezi blízce příbuzné rody náleží Physochlaina (10 druhů v Asii), Atropanthe (2 druhy v Číně) a Przewalskia (2 druhy v Asii).

## Zástupci
- pablen kraňský (Scopolia carniolica)

## Význam
Pablen kraňský je občas pěstován jako skalnička či okrasná trvalka. Lze se s ním setkat také ve sbírkách botanických zahrad. Vyžaduje výživnou, dobře propustnou půdu a polostinné stanoviště. Množí se na jaře dělením trsů nebo podzimním výsevem.
Oddenek pablenu kraňského je farmaceutickým zdrojem alkaloidů atropinu a skopolaminu. V některých evropských zemích byl pablen používán jako afrodiziakum, přírodní narkotikum a jako přísada do piva. Sloužil i k výrobě čarodějných mastí.